# Ліпопротеїни високої густини

Ліпопротеїни високої густини, ЛПВГ[джерело?] (англ. High-density lipoproteins, HDL) — клас ліпопротеїнів плазми крові, які мають велику густину (мг/дл або ммоль/л). ЛПВГ мають антиатерогенні властивості. Оскільки висока концентрація ЛПВГ суттєво знижує ризик атеросклерозу і серцево-судинних захворювань, холестерин ЛПВГ іноді називають «хорошим холестерином» (альфа-холестерином) на відміну від «поганого холестерину» ЛПНГ, який, навпаки, підвищує ризик розвитку атеросклерозу. ЛПВГ мають максимальну серед ліпопротеїнів густину через високий рівень білка відносно ліпідів. Частинки ЛПВГ — найдрібніші серед ліпопротеїнів, 8-11 нм у діаметрі.

## Структура та функції
Частинки ЛПВГ синтезуються у печінці з аполіпопротеїнів А1 та А2 , пов'язаних з фосфоліпідами. Такі частинки також називають дисками через їх дископодібну форму. У крові ці частинки взаємодіють з іншими ліпопротеїнами і з клітинами, швидко захоплюючи холестерин і набуваючи зрілу сферичну форму. Холестерин локалізується на ліпопротеїні на його поверхні разом із фосфоліпідами. Однак фермент лецитинхолестеринацилтрансфераза (ЛХАТ, КФ 2.3.1.43, англ. Lecithin-cholesterol acyltransferase, LCAT) етерифікує холестерин до ефіру холестерину, який через високу гідрофобність проникає у ядро частинки, звільняючи місце на поверхні.

## Рекомендовані норми концентрації
Нижче наведені рекомендації щодо концентрації холестерину ЛПВГ відповідно до прийнятих Американською Серцевою Асоціацією (англ. American Heart Association).
| Концентрація мг/дл | Концентрація ммоль/л | Примітки                                                                                     |
| <40                | <1,03                | Низький холестерин ЛПВГ, підвищений ризик сердцево-судинних захворювань(<50 мг/дл для жінок) |
| 40-59              | 1,03-1,52            | Середній рівень ЛПВГ                                                                         |
| >60                | >1,55                | Високий рівень ЛПВГ, протективний проти розвитку сердцево-судинних захворювань               |

Більш детальний аналіз ЛПВГ, що демонструє розподіл підкласів ЛПВГ, є більш точним діагностичним параметром. Більші підкласи ЛПВГ мають вищу протективну здатність.
Наведені «рекомендовані концентрації» отримані на підставі популяційного підходу, на обмеженій вибірці осіб, які мають схильність до атеросклерозу і серцево-судинних захворювань. Слід зазначити, що у деяких індивідуумів можуть спостерігатися низькі концентрації ЛПВГ, що не корелюють з будь-яким ризиком[джерело?].
У березні 2016 року співробітники Медичної школи Перельмана Пенсильванського університету повідомили про виявлення значимого підвищення ризику атеросклерозу у пацієнтів з дуже високим рівнем ХС ЛПВГ. Спочатку у мишей, а згодом у людей з дефектом гену SCARB1, який кодує рецептор B1-Scavenger (SR-B1) — основний рецептор ЛПВГ на клітинних мембранах, було виявлено швидке прогресування атеросклерозу та асоційованих з ним ускладнень при дуже високих рівнях ХС ЛПВГ: близько 1500  мг/л при рекомендованих 500—600 мг/л (загальноприйнятої верхньої межі норми станом на серпень 2017 року немає). Співвідношення ризику склало 1,79. При мутації гена SCARB1 гепатоцити не у змозі забезпечувати на належному рівні елімінацію з плазми крові часточок ЛПВГ, вони накопичуються в крові, прискорюючи процеси атеросклерозу. Один з дослідників (Daniel J. Rader, MD) висловив припущення, що терапевтична методика, основана на збільшенні експресії або активності гену SCARB1, може стати новим способом зниження ризику серцево-судинних захворювань, навіть якщо це зменшить рівень ЛПВГ в крові.

## Засоби підвищення рівня ЛПВГ
Як було зазначено вище, високий і дуже високий рівень ЛПВГ не свідчить про низький рівень ризику атеросклеротичного ураження артерій та про зниження ризику серцево-судинних подій, а коефіцієнт атерогенності не є прямо пропорційним ступеню ризику. Тому підвищення концентрації ЛПВГ доцільне лише в осіб з початково низьким їх рівнем.
Підвищенню рівня ЛПВГ сприяє прийом полікозанолу. У пацієнтів, що приймали препарати з полікозанолом протягом 2 місяців, спостерігалося збільшення концентрації ЛПВГ до 10-25 %.
Також підвищити концентрацію ЛПВГ вдавалося за допомогою ніацину (нікотинової кислоти) і фібратів.

### Дієта та фізичні вправи
Певні зміни у раціоні та фізичні вправи можуть позитивно влинути на рівень ЛПВГ:
- Зниження споживання простих вуглеводів[7][8][9][10]
- Аеробні фізичні навантаження[11]
- Зниження маси тіла[12]
- Добавки магнію підвищують рівень HDL-C[13]
- Додавання харчових волокон до раціону[14]
- Споживання омега-3 жирних кислот, що містяться, зокрема, у риб'ячому жирі[15] або лляній олії[16]
- Споживання фісташок горіхів[17]
- Збільшення споживання цис-ненасичених жирів[18]
- Споживання тригліцеридів із середньою довжиною ланцюга (MCT), таких як капронова кислота, каприлова кислота, капрінова кислота і лауринова кислота
- Відмова від трансжирних кислот у раціоні[19]